# Albino Carraro
Albino Carraro (ur. 4 kwietnia 1899 w Padwie, zm. 14 sierpnia 1964) – włoski trener piłkarski. 

## Kariera sportowa
Pod koniec sezonu 1935/1936 był trenerem Interu Mediolan. Nerazzurri zajęli wówczas czwarte miejsce w tabeli, a zwyciężyła drużyna Bologni FC, trenowana przez byłego trenera Interu Arpada Veisza. Carraro w 15 meczach Serie A zwyciężył z Interem 10 razy i zremisował 5 razy, natomiast w Pucharze Mitropa odniósł 3 zwycięstwa i 3 porażki